# Johan Falkenhagen
Johan Falkenhagen, född 1663 i Åbo, Finland, död 25 november 1728, var en svensk militär.

## Biografi
Johan Falkenhagen föddes 1663 i Åbo. Han var son till ryttmästaren Henrik Falkenhagen (1605–1675) och Ebba Maria Johansdotter Fleming (död 1644). Falkenhagen började sin karriär som page hos riksskattmästaren Sten Bielke 1679. Han blev pikenerare vid livgardet 1681 och livdrabant 28 april 1683. Vid ett slagsmål 1688 med stadsvakten i Stockholm blev han dömd från livet men benådad före straffets verkställande. Han utnämndes till kvartermästare vid pommerska adelsfanan 16 juli 1690 och löjtnant där 14 september 1692. Han utsågs till löjtnant vid pommerska kavalleriregementet 1693 som följdes av en utnämning till kaptenlöjtnant 1700 och ryttmästare 1702. Han blev major vid Östgöta kavalleriregemente 1712 och blev överstelöjtnant där 1713. Han fick avsked med överstes karaktär 1719. Falkenhagen avled 1728.
Åren 1712–1716 var han tillförordnad förbandschef vid Östgöta kavalleriregemente. 

### Familj
Falkenhagen gifte sig 25 april 1723 i Brunneby församling med Anna Maria Franc (1683–1766), dotter av överkamreraren Samuel Franc (1683–1766) och Margareta Wattrang. Anna Maria Franc var änka efter kaptenen Carl Gustaf Stuart. Falkenhagen och Franc fick tillsammans kvartermästaren Johan Henrik Falkenhagen (1724–1754) vid Östgöta kavalleriregemente.